# Lonicera tolmatchevii
Lonicera tolmatchevii är en kaprifolväxtart som beskrevs av Antonina Ivanovna Pojarkova. Lonicera tolmatchevii ingår i släktet tryar, och familjen kaprifolväxter. Inga underarter finns listade i Catalogue of Life.